# Матвейчук, Глеб Алимович
Глеб Али́мович Матвейчу́к (род. 26 июня 1981, Москва) — российский актёр, композитор, продюсер, певец.

## Биография
Родился 26 июня 1981 года в Москве в семье художника кино Алима Ивановича Матвейчука (1947—2021) и художника-гримёра Ольги Шалимовны Матвейчук. Вскоре семья переехала в Минск, где Алим Иванович Матвейчук работал художником-постановщиком на студии «Беларусьфильм». Глеб закончил музыкальный колледж по специальности дирижёр-хоровик.
В 19 лет стал студентом двух учебных заведений: Консерватории им Чайковского (вокальное отделение) и Высшего театрального училища имени М. С. Щепкина (мастерская Н. Н. Афонина).
С апреля 2006 года — вокалист группы «Lady Prowler».
В 2007 году вместе с Игорем Новиковым создал группу «Flair». Также выступал в качестве вокалиста с коллективом «Ренессанс».
Автор музыки к документальным и художественным фильмам, среди которых «Паломничество в Вечный город», «Холмы и равнины», «Смутное время», «Новая земля», «Из пламя и света», «Каменная башка», «Адмиралъ».
Как актёр был занят в рок-операх «Иисус Христос — суперзвезда», «Странная история доктора Джекила и мистера Хайда», мюзикле «Монте-Кристо», спектакле «Отель двух миров» и других. Также написал музыку для театральных постановок («Собака на сене» и «Зал ожидания»).
Один из шести финалистов и победителей вокального реалити-шоу «Русские теноры». Участвовал в телевизионных слепых прослушиваниях первого сезона телепроекта «Голос», но не прошёл. В пятом сезоне проекта Две звезды» победил в дуэте с Ольгой Кормухиной. Дважды участвовал в телешоу «Точь-в-точь» на Первом канале, занял второе место и получил приз зрительских симпатий.
Вокалист продолжает сотрудничество с «Русской песней» Надежды Бабкиной. В спектакле «В ночь перед Рождеством» режиссера Нины Чусовой он играет Вакулу. Самому Матвейчуку, по его словам, ближе роль Черта.
Создатель мюзикла Территория страсти (мюзикл написан по эпистолярному роману Шодерло де Лакло «Опасные связи») и мюзикла «Лабиринты сна» по сказке «Алиса в стране чудес».
31 октября 2018 года Глеб Матвейчук принял участие в игре «Игра в кино» с Сергеем Белоголовцевым на телеканале Мир.
С 2020 года создал 5 новых проектов под своим брендом «Gleb Matveychuk Musicals». Мюзиклы «Садко в подводном царстве» (премьера 28.11.20), «Алиса в Стране Чудес» (премьера 19.03.21), «Опасные связи» (премьера 17.06.21), «Алконост : легенда о любви» (премьера 21.10.21), «Пушкин: охотник за сказками» (премьера 18.12.21). Все мюзиклы представлены в репертуаре ФЦ «Москва» (бывш. Театр Людмилы Рюминой).
24 сентября 2022 года на YouTube канале Глеба состоялась премьера песни, посвящённой его дочери Алисе.
С 2014 года основатель своей театральной компании, в рамках которой было создано несколько мюзиклов, которые с успехом показываются на различных театральных площадках России.
В 2022 году принял участие в патриотическом марафоне «Zа Россию» в поддержку нападения на Украину.
12 мая 2023 года Глеб Матвейчук был героем программы «Жизнь и судьба» с Борисом Корчевниковым на телеканале Культура.
В сентябре 2023 года в Новосибирском театре «Глобус» случилась премьера нового инклюзивного спектакля от ТКМ «Гадкий утёнок», где Глеб выступил композитором, а Александр Балуев исполнил роль рассказчика.
В субботу 12 ноября 2023 года принял участие в пятом выступлении шоу «Перепой звезду». СММ менеджер Застрогина Ирина проиграла певцу Глебу Матвейчуку со счётом 3-2. Песня «Верни мне музыку».
В октябре-декабре 2023 года участвовал во 2 сезоне шоу «Фантастика» на Первом канале, где управлял аватаром Трубадура.

### Личная жизнь
- С августа 2010 года по июль 2016 года был женат на актрисе театра и кино Анастасии Макеевой.
- 24 сентября 2018 года впервые стал отцом[4]. Актриса Елена Глазкова (Храпова) родила дочь Алису.
- 11 августа 2020 года родился второй ребёнок — сын Александр[5].
- 4 декабря 2022 года гражданская жена Елена в своём Instagram-аккаунте сообщила о том, что пара рассталась, оставаясь при этом в дружественных отношениях.

## Санкции
7 января 2023 года, на фоне вторжения России на Украину, Матвейчук внесён в санкционный список Украины за «участие в пропагандистских мероприятиях России на территории Донецкой и Луганской областей» и «поддержку аннексии Россией Донецкой и Луганской областей».
1 июня 2022 года Латвия запретила въезд в страну Матвейчуку за «поддержку и оправдание агрессии России на Украине».

## Фильмография

### Актёрские работы
1. 1994 — Огненный стрелок — Тима
2. 2004 — 72 метра — матрос на ЦП
3. 2004 — Папа — студент в общежитии
4. 2005 — Гибель империи (1-я серия «Демон») — Рогов, тапёр
5. 2005 — Дети Ванюхина — Генрих в молодости
6. 2005 — Небесная жизнь — сын Леры
7. 2006 — Точка
8. 2008 — Проклятый рай-2 — Иван
9. 2009 — Маргоша — Руслан Хилькевич, звукорежиссёр на радио
10. 2006 — Отель — Максим
11. 2015 — Наследники — камео

### Композиторские работы
1. 2006 — Паломничество в Вечный город
2. 2006 — Георгий-Победоносец
3. 2006 — Праздник Рождества
4. 2006 — Планета православия
5. 2006 — Из пламя и света
6. 2007 — 1612: Хроники Смутного времени
7. 2008 — Холмы и равнины
8. 2008 — Новая земля
9. 2008 — Каменная башка
10. 2008 — Адмиралъ (совместно с Р. Ф. Муратовым)[8]
11. 2009 — Третье желание
12. 2009 — Дом без выхода
13. 2010 — Ярослав
14. 2011 — На крючке!
15. 2012 — Спартак
16. 2012 — Чкалов
17. 2013 — Красные горы
18. 2013 — Убить Сталина
19. 2014 — Гвоздь
20. 2021 — Отель
21. 2025 — Министерство Всего Хорошего

## Театр

### Актёрские работы
1. 2007 — «Дети Солнца», этно-мюзикл
2. 2008, 6 июля — «Иисус Христос — суперзвезда», рок-опера — Иисус из Назарета
3. 2008, 12 октября — «Монте-Кристо», мюзикл — Фернан де Морсер
4. 2009, 21 мая — «Отель двух миров», спектакль — Жюльен Порталь
5. 2011 — «12 мюзиклов», шоу
6. 2011, 11 декабря — «Странная история доктора Джекила и мистера Хайда», рок-опера — Джон Аттерсон
7. 2012 — Сбитый лётчик — молодой композитор Эрик
8. 2015 — «Мастер и Маргарита», мюзикл — Мастер / Иешуа
9. 2016, 26 июля Спектакль Жизнь и судьба
10. 2015 — по настоящее время — фолк-мюзикл Ночь перед Рождеством — кузнец Вакула
11. 2014—2020 — «Территория страсти» с Александром Балуевым и Лидией Вележевой — Шевалье Дансени
12. 2018—2020 — «Признание» с Александром Балуевым — поручик царской армии

### Композиторские работы
1. «Собака на сене»
2. «Зал ожидания»
3. Мюзикл «Территория страсти» (Опасные связи)
4. Мюзикл «Демон Онегина»
5. Ледовое арена-шоу Волшебник страны OZ
6. Мюзикл «Лабиринты сна» (Алиса в стране чудес)
7. Комедия Муж в рассрочку
8. Признание
9. Инклюзивный спектакль «Гадкий утёнок»

### Мюзиклы Глеба Матвейчука (композитор, режиссёр, продюсер)
1. Садко в подводном царстве
2. Алиса в Стране Чудес
3. Опасные связи
4. Алконост: легенда о любви
5. Пушкин: охотник за сказками
6. Алиса и Страна Чудес (Санкт-Петербургский театр музыкальной комедии)
7. Алиса в Стране Чудес (Новосибирский театр «Глобус»)
8. Микромир
9. Опасные связи (Омский музыкальный театр)
10. Хозяйка Медной горы

## Телевидение
1. 2009 — Реалити-шоу «Русские теноры» (СТС) — один из шести финалистов и победителей
2. 2012 — Телепроект «Голос» (Первый канал) — исполнил песню «До свиданья, мама!», на конкурс не прошёл
3. 2013 — Телепроект «Две звезды» (Первый канал) — дуэт с Ольгой Кормухиной — первое место
4. 2014 — Телепроект «Точь-в-точь» (Первый канал) — приз зрительских симпатий и второе место по мнению жюри
5. 2014 — Телешоу «Живой звук»
6. 2016 — Телепроект «Точь-в-точь. Суперсезон»
7. 2017 — Телепроект «Три аккорда» (Первый канал). 8 2025-Телешоу Маска (НТВ).

## Премии и номинации
- 2009 — номинация на премию «Золотой орёл» за лучшую музыку к фильму (фильм «Адмиралъ»).
- 2019 — гран-при фестиваля Амурская осень за мюзикл Лабиринты сна
- 2012 — композитор самого коммерчески успешного шоу (книга рекордов Гиннеса России) за ледовое арена-шоу Stage entertainment Волшебник страны OZ